# Esprit fantômes
Esprit fantômes est une série télévisée d'animation française en 52 épisodes de 26 minutes, créée par Didier Julia et Valérie Hadida, produite par la société française Carrere Group D.A.. Elle est diffusée  du 28 août 2002 au 17 décembre 2004 sur TF1 dans l'émission TF! Jeunesse et rediffusée sur Gulli.
Au Québec, elle a été diffusée à partir du 22 septembre 2002 sur Télé-Québec.

## Synopsis
Il était une fois, au cœur d'une sombre forêt, un vieux manoir dans lequel vivent Agathe, médium, son mari Hercules, inventeur fou et leur petit-fils Jaz, policier au Département des Enquêtes Surnaturelles, en compagnie de trois petits fantômes facétieux recueillis par Agathe dans le cimetière voisin : Tobi, Toc-Toc et Désastre. Les héros vont tenter d'élucider des enquêtes policières à l'aspect surnaturel.

## Voix françaises
- Marion Game : Agathe
- Bruno Choël : Jaz, Toc Toc et commissaire Doug
- Marie-Frédérique Habert : Lucie
- Henri Labussière : Hercule
- Patricia Legrand : Alice
- Didier Gustin : Désastre
- Susan Sindberg : Tobi
- Alexandre Gillet, Antoine Tomé et Thierry Ragueneau : voix additionnelles
- Élisabeth Ventura : Morgane (Le livre magique)

 Source et légende : version française (VF) sur RS Doublage et Planète Jeunesse

## Épisodes

### Première saison
1. Le Livre magique - 28/08/2002
2. Le Château du comte Horloff - 04/09/2002
3. Esprit es-tu là? - 11/09/2002
4. La Crypte ensorcelée - 18/09/2002
5. Il Teatro Piccolo, le Théâtre des marionnettes - 25/09/2002
6. Le Train fantôme - 02/10/2002
7. Le Mystère du lac Noir - 09/10/2002
8. La Chambre 13 - 16/10/2002
9. Le voleur de fantômes - 23/10/2002
10. Le Retour de Borak - 24/10/2002
11. Le Photographe - 25/10/2002
12. Prémonition - 28/10/2002
13. La Malédiction de N'Panata Mogo - 29/10/2002
14. Un week-end chez Alice - 30/10/2002
15. Les Noces de Dracula - 31/10/2002
16. Tsila et Poltergeist - 01/11/2002
17. Saint Guilhem - 06/11/2002
18. Toc Toc est amoureux - 11/11/2002
19. Isibis, l'étrange Esclave - 13/11/2002
20. Le Masque de Gorgia - 20/11/2002
21. L'Ogre des marais - 27/11/2002
22. L'Invention d'Hercule - 04/12/2002
23. Les Sorcières de Salem - 11/12/2002
24. Le Monstre d'Albert Creek - 25/12/2002
25. Le Baron noir - 15/01/2003
26. Morcro l'Extraterrestre - 22/01/2003

### Deuxième saison
1. Le Retour de Quincy - 27/08/2003
2. L'École des fantômes - 03/09/2003
3. L'Enlèvement d'Agathe - 10/09/2003
4. La Malédiction de la momie (Partie 1) - 17/09/2003
5. La Malédiction de la momie (Partie 2) - 24/09/2003
6. La Malédiction de la momie (Partie 3) - 01/10/2003
7. Une affaire de sorcier - 08/10/2003
8. Le Clown - 15/10/2003
9. Le Gorille cambrioleur - 22/10/2003
10. La Cité des anges - 29/10/2003
11. Les Larmes d'Oriane - 05/11/2003
12. La Foire aux sorcières - 12/11/2003
13. Les Cavaliers de la nuit - 19/11/2003
14. La Forêt d'or - 26/11/2003
15. La Vengeance de Botello - 03/12/2003
16. Une séduisante sorcière - 10/12/2003
17. Le Clone de Jazz - 17/12/2003
18. Le Bébé troll - 07/01/2004
19. La Musique d'Edgar Kircel - 14/01/2004
20. La Confrérie d'Arcos - 21/01/2004
21. Comédiens fantômes - 28/01/2004
22. L'Âme des glaces - 04/02/2004
23. Aventures au Balaka - 11/02/2004
24. Un mariage mouvementé - 18/02/2004
25. L'Enfer du jeu - 25/02/2004
26. Le Loup garou - 03/03/2004

## Univers de la série

### Personnages

#### Les humains
- Agathe : Une grand-mère espiègle, extravagante et une médium utilisant une boule de cristal.
- Hercule : Le mari excentrique d'Agathe, un inventeur génial aux inventions loufoques.
- Jaz : Le petit-fils d'Agathe et Hercule. Un inspecteur de police travaillant au département des enquêtes surnaturelles et qui est le fiancé de Lucie.
- Lucie : La journaliste qui est aussi la fiancée de Jaz. Elle est toujours victime d'enlèvements surnaturels, surtout à cause de sa beauté et/ou sa ressemblance à plusieurs femmes du passé, liés à chaque intrigue, qui sont ses sosies.
- Alice : La sorcière farfelue de plus de 127 ans, amie d'Agathe, Hercule ne l'apprécie pas du tout et la traite tout le temps de vieille chouette.
- Doug : Le commissaire, le supérieur de Jaz, il est sceptique et ne croit pas au surnaturel, à la magie et aux fantômes. Il n'aime pas que Lucie s’occupe d'enquêtes policières avec Jaz.
- George : Un ami dans un des épisodes (il vit dans la meilleure des rivières)

#### Les fantômes
- Tobi : Un fantôme malin de couleur blanche, c'est le chef et le plus intelligent de la bande des trois fantômes.
- Toc Toc : Un fantôme maladroit et complètement fou, de couleur verte, assez grand et qui raffole, encore plus que les autres, des bonbons.
- Désastre : Un fantôme peureux de couleur bleue, assez rond.

## Produits dérivés

### DVD
- Esprit fantômes - Volume 1 : La Crypte ensorcelée (10 février 2005) (ASIN B0007DDQOM)
- Esprit fantômes - Volume 2 : À la poursuite de Lucie (10 février 2005) (ASIN B0007DDQP6)

### Livres
Bibliothèque rose a publié des livres Esprit fantômes :
- Tome 1 : Le livre magique (Hachette, coll. "Bibliothèque rose" n° 1491, 2004)
- Tome 2 : Le voleur de fantôme (Hachette, coll. "Bibliothèque rose" n° 1492, 2004)
- Tome 3 : La statuette ensorcelée (Hachette, coll. "Bibliothèque rose" n° 1493, 2004)
- Tome 4 : Le prisonnier du tableau (Hachette, coll. "Bibliothèque rose" n° 1494, 2004)
- Tome 5 : Panique au cirque (Hachette, coll. "Bibliothèque rose" n° 1495, 2005)
- Tome 6 : Le secret des marionnettes (Hachette, coll. "Bibliothèque rose" n° 1496, 2005)
- Tome 7 : L'école des fantômes (Hachette, coll. "Bibliothèque rose" n° 1497, 2006)
- Tome 8 : L'invention d'Hercule (Hachette, coll. "Bibliothèque rose" n° 1498, 2006)
- Tome 9 : Le gorille cambrioleur (Hachette, coll. "Bibliothèque rose" n° 1499, 2007)
- Tome 10 : Le concours de sorcières (Hachette, coll. "Bibliothèque rose" n° 1500, 2008)
- Tome 11 : Le mariage de Jaz et Lucie (Hachette, coll. "Bibliothèque rose" n° 1501, 2009)